# Stefan Downarowicz

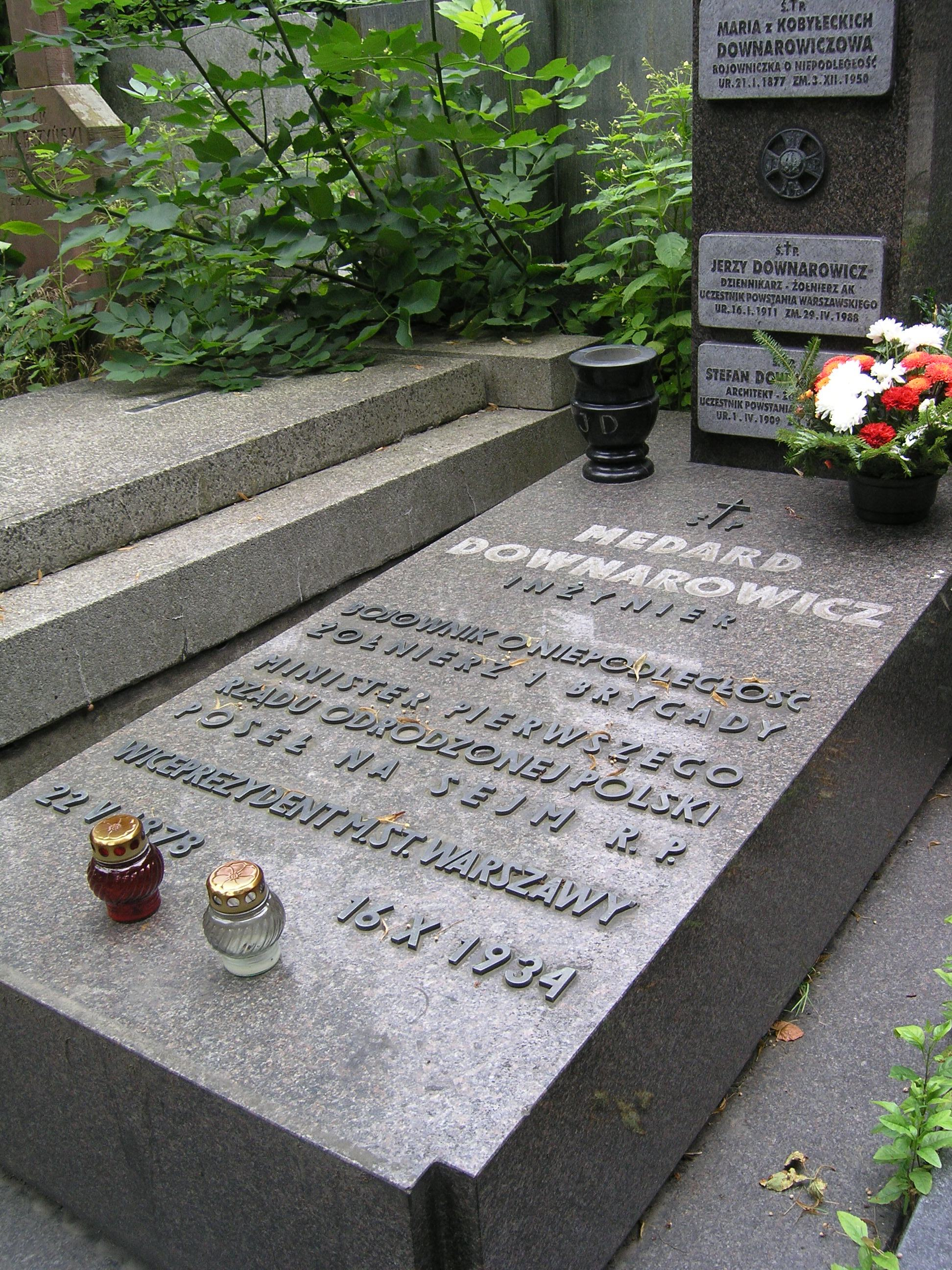
Grób rodziny Downarowiczów na cmentarzu Powązkowskim w Warszawie

Stefan Downarowicz, ps. „Mech” (ur. 1 kwietnia 1909 w Brukseli, zm. 1 maja 1988 w Warszawie) – polski architekt, członek Stowarzyszenia Architektów Polskich (SARP), żołnierz Armii Krajowej, porucznik, uczestnik powstania warszawskiego.

## Życiorys
Urodził się w rodzinie Medarda, wybitnego polskiego działacza politycznego, ministra, posła na Sejm II RP, wiceprezydenta Warszawy, i Marii z Kobyłeckich (1877–1950). W 1935 ukończył studia na Wydziale Architektury Politechniki Lwowskiej. Od 1936 mieszkał w Warszawie. Był członkiem Oddziału Warszawskiego (1936–1939; od 1951) oraz Oddziału Wybrzeże (1945–1951) Stowarzyszenia Architektów Polskich (SARP). Był jednym z autorów projektu zabudowy Bielan Warszawskich (1938–1939).
Podczas powstania warszawskiego walczył w składzie batalionu „Czata 49” w Zgrupowaniu „Radosław”. 5 sierpnia 1944 w rejonie ulicy Płockiej został ciężko ranny. W tym samym batalionie walczył jego brat Jerzy (1911–1988), ps. „Marek II”.
Po II wojnie światowej mieszkał i pracował w Warszawie. W 1943 ożenił się z Hanną z Lipińskich (1919–2004), z którą miał córkę Barbarę (ur. 1945).
Zmarł w Warszawie, pochowany na cmentarzu Powązkowskim (kwatera 229 przed-3-11).

## Ordery i odznaczenia
- Krzyż Kawalerski Orderu Odrodzenia Polski
- Krzyż Walecznych
- Warszawski Krzyż Powstańczy
- Krzyż Armii Krajowej
- Medal 10-lecia Polski Ludowej (24 stycznia 1955)[6]

Źródło: Powstańcze Biogramy - Stefan Downarowicz